# Isla Aorangaia
La isla Aorangaia es una isla ubicada en la región de Northland, Nueva Zelanda. Tiene una elevación de 102 metros, y dista 21 km del territorio principal de Nueva Zelanda.

## Geografía
La isla Aorangaya con una superficie de 5,3 hectáreas es la cuarta más grande y al mismo tiempo la isla más oriental del archipiélago. Se encuentra a unos 25 km al este de la parte norte de la Isla Norte, que, al igual que el archipiélago, forma parte de la división política de la región de Northland. La isla se extiende por una longitud de unos 400 m en dirección sur-suroeste-nornoreste y tiene una anchura máxima de unos 200 m en dirección oeste-noroeste-este-sureste. El punto más alto de la isla es de 102 m en la parte norte de la isla. Al oeste de la isla Aorangaya, después de unos 300 m, se une la segunda isla más grande del archipiélago de la isla Aorangi, que es mucho más grande, y unos 360 m al suroeste se encuentra la tercera isla más grande, Archway Island.

## Geología
La isla es de origen volcánico y está compuesta por brechas riolíticas y rocas de toba, depositadas en el Mioceno superior por corrientes piroclásticas calientes, avalanchas más frías y caída de ceniza. La isla ha estado sujeta a una erosión constante durante los últimos nueve millones de años. Su forma actual se debió principalmente a la influencia del mar durante el último millón de años, cuando el nivel del mar fluctuó desde el nivel actual a 100 m más bajo y toda la región estaba subiendo lentamente. Las rocas y cuevas que se erosionaron durante el descenso del nivel del mar hace unos 30.000-15.000 años han permanecido por debajo del nivel del mar actual y son un paraíso para los buceadores.

## Reserva natural
En 1981, la isla y todo el archipiélago quedaron bajo protección de la naturaleza en virtud de la Ley de Reservas Naturales de 1977. En el mismo año, el archipiélago pasó a formar parte de la segunda reserva marina del país, protegida por la Ley de Reservas Marinas de 1971. En 1998, el gobierno nacional amplió el área protegida agregando una zona de protección de 800 m de ancho alrededor de la isla, lo que creó un área protegida para el archipiélago.